# Sphecozone nitens
Sphecozone nitens är en spindelart som beskrevs av Alfred Frank Millidge 1991. Sphecozone nitens ingår i släktet Sphecozone och familjen täckvävarspindlar. Inga underarter finns listade i Catalogue of Life.